# كريس سلاتر
كريس سلاتر (بالإنجليزية: Chris Slater)‏ (14 يناير 1984 بستافوردشاير في المملكة المتحدة - ) هو لاعب كرة قدم بريطاني في مركز الدفاع. لعب مع بورت فايل ووولفرهامبتون واندررز وChasetown F.C. ‏.

## وصلات خارجية
- كريس سلاتر على موقع قاعدة بيانات كرة القدم.إي يو (الإنجليزية)
- كريس سلاتر على موقع Soccerbase.com (لاعب) (الإنجليزية)